# Аутопут А2
Ауто-пут Милош Велики је државни пут првог А реда у Србији. Дати пут је један од најважнијих у држави, пошто повезује Београд са југом и западом државе, посебно Западним Поморављем. Ауто-пут А2 је део европских путева Е763 (Београд-Чачак и Пожега-Бољаре) и Е761 (Чачак-Пожега).
Саобраћај намењен овом путу се тренутно одвија од Сурчина (Београд) до Прилипца (Пожега).

## Траса

### Београд—Пожега

#### Деоница Сурчин—Обреновац
Најсевернија деоница ауто-пута А2 Сурчин—Обреновац је последња уговорена на правцу од Београда до Чачка. Радови на ових 17,6 km су почели у пролеће 2017. године, а завршени су крајем 2019. године. Главни извођач радова је кинеска компанија China Communications Construction Company (CCCC) која изводи 51% радова, док осталих 49% радова изводе домаћи подизвођачи. Деоница кошта 234 милиона америчких долара, а финансира се из кредита кинеске Ексим банке. Деоница почиње на петљи Сурчин југ на обилазници око Београда, што ће представљати везу овог и ауто-пута А1. Пролази поред Јакова, где ће бити и чеона наплатна рампа, а из Срема излази након моста преко Саве и Колубаре који ће бити дуг 1766 m. Недалеко од моста ће бити и петља Обреновац након које почиње деоница Обреновац—Уб.

#### Деоница Обреновац—Уб
Ова деоница дужине 26,2 km гради се од 2014. године, а пуштена је у саобраћај августа 2019. године. Главни извођач радова је кинеска компанија Shandong Hi-speed Group. На деоници се налази 14 мостова, једно одмориште и петља Уб. Пролази равничарским тереном у долини Колубаре.

#### Деоница Уб—Лајковац
Деоница Уб—Лајковац дужине 12,5 km је прва завршена деоница на ауто-путу А2. Грађена је од 2011. до 2014. године, а главни извођачи су били Путеви Ужице и Планум. Деоница је коштала 73 милиона евра и финансирана је из буџета Владе Републике Србије. На њој се налази 13 мостова, једно одмориште и петља Лајковац. У саобраћај је пуштена у августу 2019. године, након што су завршене деонице Обреновац - Уб и Лајковац - Љиг.

#### Деоница Лајковац—Љиг
Ова деоница дужине 24 km гради се од 2014. године, а пуштена је у саобраћај августа 2019. године. Уговор је додељен кинеској компанији Shandong Hi-speed Group, а радове као подизвођач изводи београдски Енергопројект Нискоградња. На деоници се налази 16 мостова, тунел Бранчићи дужине 956 m, једно одмориште и петља Љиг. Пролази равничарским тереном у долинама река Колубара и Љиг, а после петље Љиг улази у брдовити предео. Цена ове и деонице Обреновац—Уб је 335 милиона америчких долара, а финансира се 10% из буџета Владе Републике Србије, а остатак из кредита кинеске Ексим банке.

#### Деоница Љиг—Прељина
Деоница Љиг—Прељина дужине 40,3 km је прва деоница ауто-пута А2 која је пуштена у саобраћај. Састоји се од три поддеонице: Љиг—Бољковци, Бољковци—Таково и Таково—Прељина. Градила ју је од 2012. године азербејџанска компанија AzVirt, а свечано је отворена 7. новембра 2016. године. Коштала је 308 милиона евра, а финансирана је из кредита Републике Азербејџан. Почиње недалеко од места Дићи на Ибарској магистрали на пар километара од Љига, пролази близу Такова где је и петља Таково одакле се иде за Горњи Милановац. Деоница се завршава на петљи Прељина близу Чачка, где ће бити будућа петља се будућим ауто-путем А5 ( Моравски коридор). На овој деоници изграђено је 66 мостова и 12 надвожњака, 4 тунела: Велики Кик (200m), Савинац (270m/260m), Шарани (937m/1040m) и Брђани (456m/438m) и три одморишта, а на успонима су изграђене и траке за спора возила.

#### Деоница Прељина—Пожега
Изградња деонице Прељина—Пожега започета је 1. јула 2019.године. Дугачка је 30,9 km и подељена на три поддеонице: Прељина—Пријевор, Пријевор—Лучани и Лучани—Пожега. Комерцијални уговор са кинеском компанијом China Communications Construction Company (CCCC) у вредности од 450 милиона евра потписан је 2017. године. Планирано је да деоница буде изграђена у року од 3 године. По идејном пројекту на овој деоници ће бити петље Паковраће, Лучани и Пожега, а око трећину трасе ће чинити мостови и три тунела: Трбушани (360m), Лаз (лева цев 2640m, десна цев 2665m) и Муњино Брдо (лева цев 2755m, десна цев 2735m). На петљи Пожега близу места Прилипац ће се раздвајати ауто-путеви према Бољарима (и граници Црне Горе) и Котроману (и граници Босне и Херцеговине). Ауто-пут до Пријевора иде долинама река Чемернице и Западне Мораве, након које улази у брдско-планински терен и заобилази Овчарско-кабларску клисуру. Првобитни рок за завршетак радова је био јул 2022. али је министарство продужило рок до јуна 2024. али према оцени Демостата вероватно неће бити готово ни 2024.
| Деоница            | Дужина  | Извођач радова                    | Статус                                                                                                |
| ------------------ | ------- | --------------------------------- | --- |
| Сурчин – Обреновац | 17,6 km |                                   | Отворена за саобраћај (18.12.2019.)                                                                   |
| Обреновац – Уб     | 26,2 km |                                   | Отворена за саобраћај (18.08.2019.)                                                                   |
| Уб – Лајковац      | 12,5 km | Конзорцијум: Планум, Путеви Ужице | Отворена за саобраћај (18.08.2019.)                                                                   |
| Лајковац – Љиг     | 24 km   |                                   | Отворена за саобраћај (18.08.2019.)                                                                   |
| Љиг – Прељина      | 40,3 km |                                   | Отворена за саобраћај (07.11.2016.)                                                                   |
| Прељина – Пожега   | 30,9 km |                                   | Отворена за саобраћај Деоница Прељина—Паковраће (30.01.2022.)Деоница Паковраће - Пожега (05.07.2025.) |

Статус ажуриран августа 2023.

### Пожега—Бољаре
Последња деоница ауто-пута А2 је деоница од Пожеге до границе са Црном Гором код Бољара. Ова деоница ће бити дуга нешто више од 100 km, а у току је избор трасе. За сада постоје три варијанте: Центар, Исток-1 и Исток-2. Вредност ове деонице се процењује на око милијарду евра. Ауто-пут иде од Пожеге до Ариља и Ивањице, где долази на Пештерску висораван, пролази близу Сјенице (Дуге Пољане) и завршава се на будућем граничном прелазу Бољаре. Деоница је веома компликована за изградњу, са много мостова и тунела, а уговараће се након завршетка деонице Прељина—Пожега.

## Траса пута
Листа петљи је приказана само за деонице од Београда до Пожеге јер није позната траса од Пожеге до Бољара.
| Бр   |  | km  | Име        | Пут | Дестинације | Напомена                                                       |
| ---- |  | --- | ---------- | --- | --- | -------------------------------------------------------------- |
| 24.1 |  | 0   | Сурчин југ |     | Будимпешта (Мађарска), Суботица, Нови Сад, Сремска Митровица, Загреб (Хрватска), Ниш                           |                                                                |
| 1/1  |  | 2   | Јаково     |     | Јаково, Бољевци, Бечмен, Пећинци                                                                               |                                                                |
| 1    |  | 17  | Обреновац  |     | Обреновац Умка, Барич, Београд, Шабац                                                                          |                                                                |
| 2    |  | 43  | Уб         |     | Уб |                                                                |
| 3    |  | 56  | Лајковац   |     | Лајковац Лазаревац, Ваљево                                                                                     |                                                                |
| 4    |  | 76  | Љиг        |     | Љиг |                                                                |
| 5    |  | 101 | Таково     |     | Таково, Горњи Милановац                                                                                        |                                                                |
| 6    |  | 120 | Прељина    |     | Чачак, Краљево, Крушевац, Трстеник, Крагујевац, Врњачка Бања                                                   | Ова петља ће постати петља са када тај ауто-пут буде изграђен. |
| 7    |  | 130 | Паковраће  |     | Чачак | Петља отворена 30.1.2022. године                               |
| 8    |  | 143 | Лучани     |     | Лучани, Гуча                                                                                                   | Ова петља је планирана да се изгради.                          |
| 9    |  | 150 | Пожега     |     | Пожега, Ужице, Златибор, Нова Варош, Пријепоље, Вишеград (Босна и Херцеговина), Сарајево (Босна и Херцеговина) | Ова петља је планирана да се изгради.                          |